# Справа «Український національний центр»
«Український національний центр» — неіснуюча «контрреволюційна організація» (складовою частиною якої було оголошено «галицьку Українську військову організацію»), «викрита» органами ДПУ в 1931. Організації приписувалася підготовка збройного повстання з метою скинути радянську владу в Україні і встановити капіталістичний лад у формі УНР. 7 лютого 1932 у цій справі до ув'язнення від З до 6 років було засуджено 50 осіб, близько 30 з них — колишні члени УПСР і УСДРП. У належності до організації були звинувачені також колишні члени КПЗУ, безпартійні, переважно вихідці з Галичини. В наступні роки 33 із засуджених були повторно репресовані (21 особу розстріляно). Ця справа — один із значних каральних заходів більшовицького режиму проти видатних представників старої української інтелігенції, вирішальний етап у згортанні українізації.
Керівником УНЦ «визначено» історика М. Яворського. До справи також був притягнутий академік М. Грушевський, хоч слідство щодо нього було припинене, при цьому, вимагаючи «свідчити», погрожували вислати на 10 років його доньку.
Серед засуджених у цій справі — Павло Христюк, Федір Савченко, Микола Горбань, генеральний секретар харчових справ УНР Микола Стасюк, Всеволод Голубович, Іван Лизанівський, Микола Левитський, Віктор Поплавко. Дещо згодом — 1937 року — репресований «за участь в УНЦ» Ярослав Юрій, колишній радник надзвичайної дипломатичної місії УНР, висланої в січні 1919 до Москви для переговорів з урядом РРФСР. Василь Мазуренко був висланий до Алма-Ати, де за «причетність» до справи 1937-го страчений. Того ж року був розстріляний ще один фігурант «справи УНЦ» Назар Петренко, депутат Трудового конгресу України.
У 1988 р. по справі «УНЦ» було проведено додаткову перевірку у повному обсязі, за результатами якої Верховний суд УРСР кримінальну справу щодо 3-х репресованих припинив у зв'язку з відсутністю у їхніх діях складу злочину, а решту — 47 осіб — реабілітовано на підставі Указу Президії Верховної Ради СРСР від 16 січня 1989 р. «Про додаткові заходи по відновленню справедливості щодо жертв репресій, які мали місце в період 30—40-х років і початку 50-х років» і т.
Справу «УНЦ» слід розглядати як один із вирішальних кроків у сталінській протидії «українізації», як етап у винищенні тих інтелектуальних сил (в тому числі й у середовищі самих комуністів), котрі були носіями національного відродження України. Справа УНЦ згадується у більшості сучасних українських підручників з історії як приклад терористичної сутності сталінського режиму.